# Aleksandrovsk-Sakhalinski (huyện)
Huyện Aleksandrovsk-Sakhalinski (tiếng Nga: ? райо́н) là một huyện hành chính tự quản (raion), của Tỉnh Sakhalin, Nga. Huyện có diện tích 7 km². Trung tâm của huyện đóng ở Aleksandrovsk-Sakhalinsky.